# Capela de Santa Cruz (São Paulo)
A Capela Santa Cruz foi criada em 1895 no Alto de Santana, Zona Norte da cidade de São Paulo, Brasil. 
A Comunidade Santa Cruz pertence ao setor Santana da Arquidiocese de São Paulo e à Paróquia Nossa Senhora da Salette. 
No século XIX, a capela foi desmembrada da Paróquia de Santa Efigênia e se tornou a matriz provisória da região de Santana. Importantes personalidades do bairro de Santana ajudaram na sua construção, casos da Família Baruel e de Pedro Doll, ambos proprietários de terras da zona norte. Por muito tempo, a Paróquia e o Colégio Santana eram pontos de referência em documentos oficiais da cidade, por isso pode-se afirmar que são marcos culturais da região. 
Neste local o Padre Cientista Roberto Landell de Moura foi pároco entre os anos de 1898 e 1900. A Capela é uma localidade histórica porque ao lado, existia o antigo Colégio Irmãs de São José, depois conhecido como Colégio Santana (atual Colégio Elite), na qual foram executadas as primeiras experiências radiofônicas pelo sacerdote.

## História

### A Construção da Capela

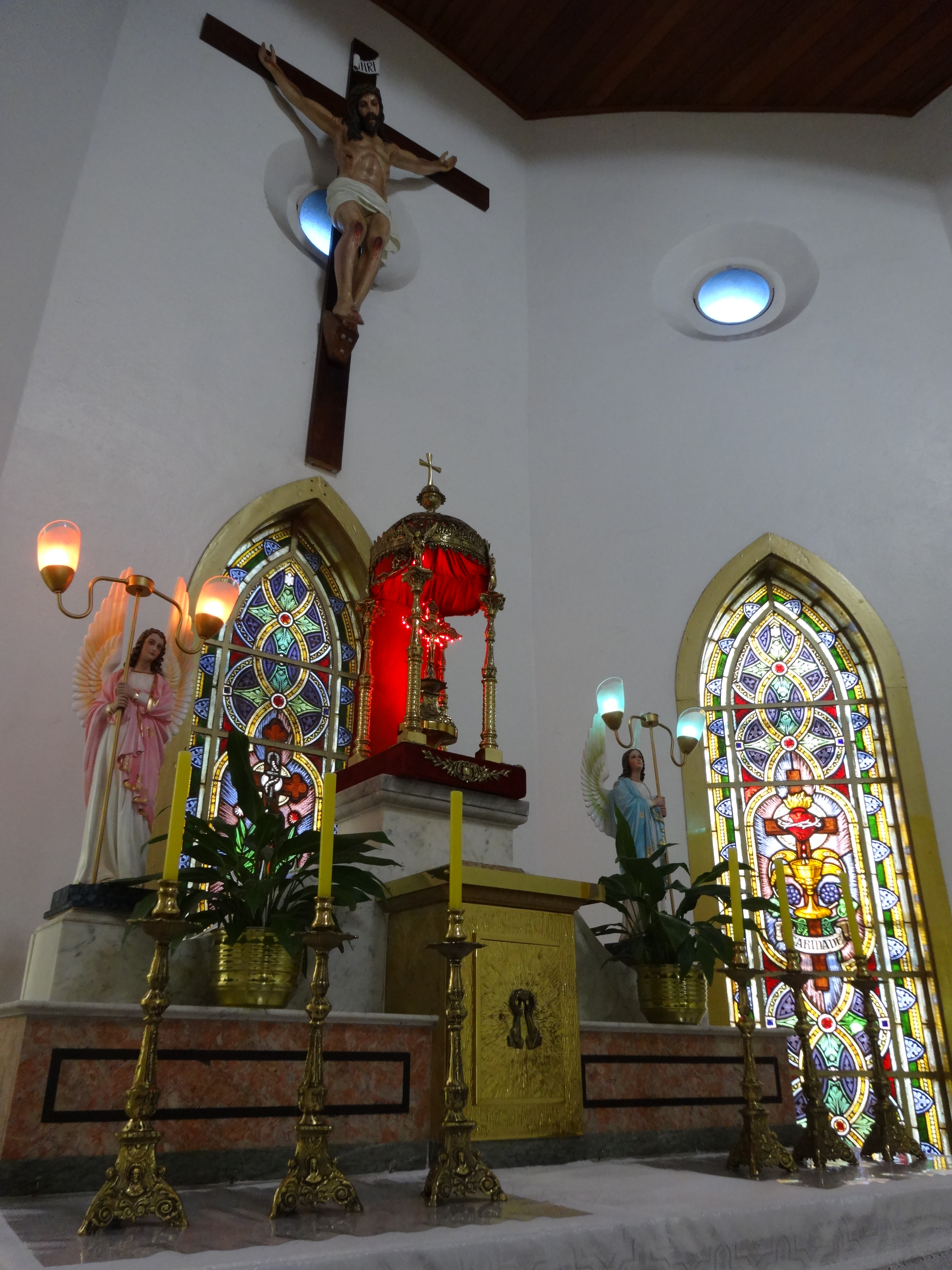
Altar da Capela Santa Cruz

Em 1889, o Capitão Rabello, combatente na Guerra do Paraguai e parente de Frei Caneca, doou o terreno para que o Padre Hipólito construísse uma capela e um colégio-pensionato para meninas pobres.
A Capela Santa Cruz foi inaugurada em 1895, no Alto de Santana, tornando-se a primeira igreja da zona norte da cidade de São Paulo. Pertence ao Setor e Região Episcopal Santana da Arquidiocese de São Paulo e está ligada à Paróquia Nossa Senhora da Salette. Algumas das mais importantes personalidades do bairro de Santana fizeram doações para viabilizar sua construção. Os maiores benfeitores foram a família Baruel e a família de Pedro Doll. Ambos eram latifundiários na zona norte. Tinham chácaras cujas sedes ficavam onde hoje se encontra a rua Voluntários da Pátria. Por muito tempo, a Paróquia e o Colégio Santana foram pontos de referência em documentos oficiais da cidade, sendo considerados desse modo marcos culturais da região.

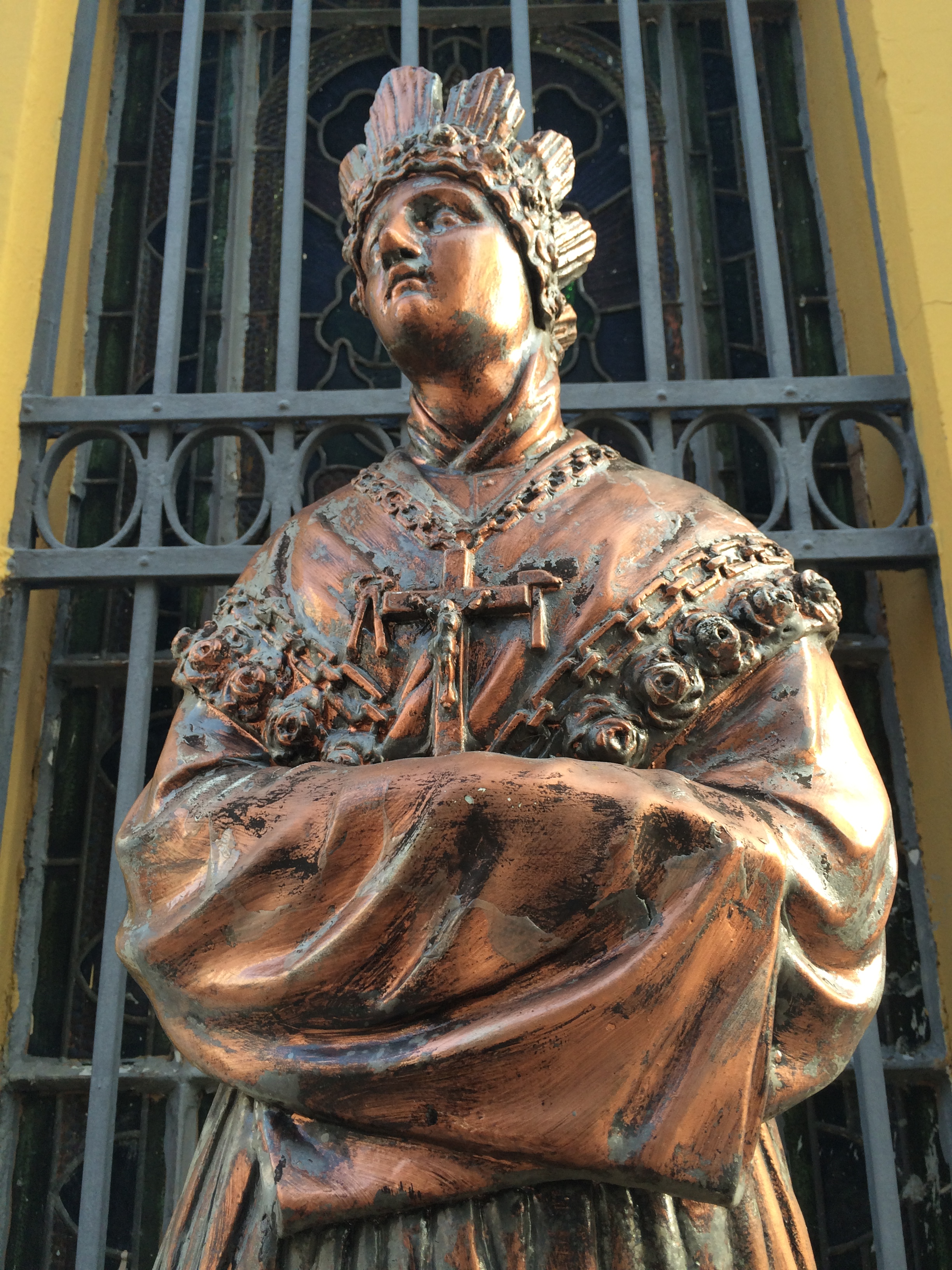
Imagem de N. Sra. da Salette, doada por D. Maria Paula D'Amico

Foi também em 1895 que o Arcebispo Dom Joaquim Arcoverde criou a Paróquia de Santana. Ao ser desmembrada da Paróquia de Santa Efigênia, naquele mesmo ano, a Capela Santa Cruz se tornou matriz provisória. Administrada pelos padres da Salette, foi transferida a ela a pequena imagem de Santana, que ficou ali até que fosse construída uma matriz definitiva, na mesma rua, um pouco mais abaixo. O território abrangido pela nova Paróquia compreendia toda a atual região norte da cidade, a partir do Rio Tietê até Guarulhos. Os primeiros párocos foram o cônego Antonio Augusto Lessa e os padres Cândido Correa, Roberto Landell de Moura, Brás Joaquim Mercadante e Paulo Palermo.

A Capela Santa Cruz foi assistida pelos Missionários Saletinos do Santuário de N. Sra. da Salette, de São Paulo, desde 1904, logo após a chegada dos Missionários Saletinos ao Brasil. Os padres foram Clemente Henrique Moussier, Peão Perroche, Fidelis Willi, Agostinho Poncet, Simão Baccelli, André Duguet, Francisco Amos Connor, Santo Granzotto, Clorário Caimi, Guido Gaiato, Afonso Nilton Gasparetto, Aldacir J. Camilo, Nadir Sergio Granzotto, Victor Santana Milagres Fernandes, Tommaso Leporale e João Luiz Miqueletti. Os padres saletinos ficavam hospedados na Casa Paroquial das Irmãs de São José, localizada ao lado do Colégio Santana.

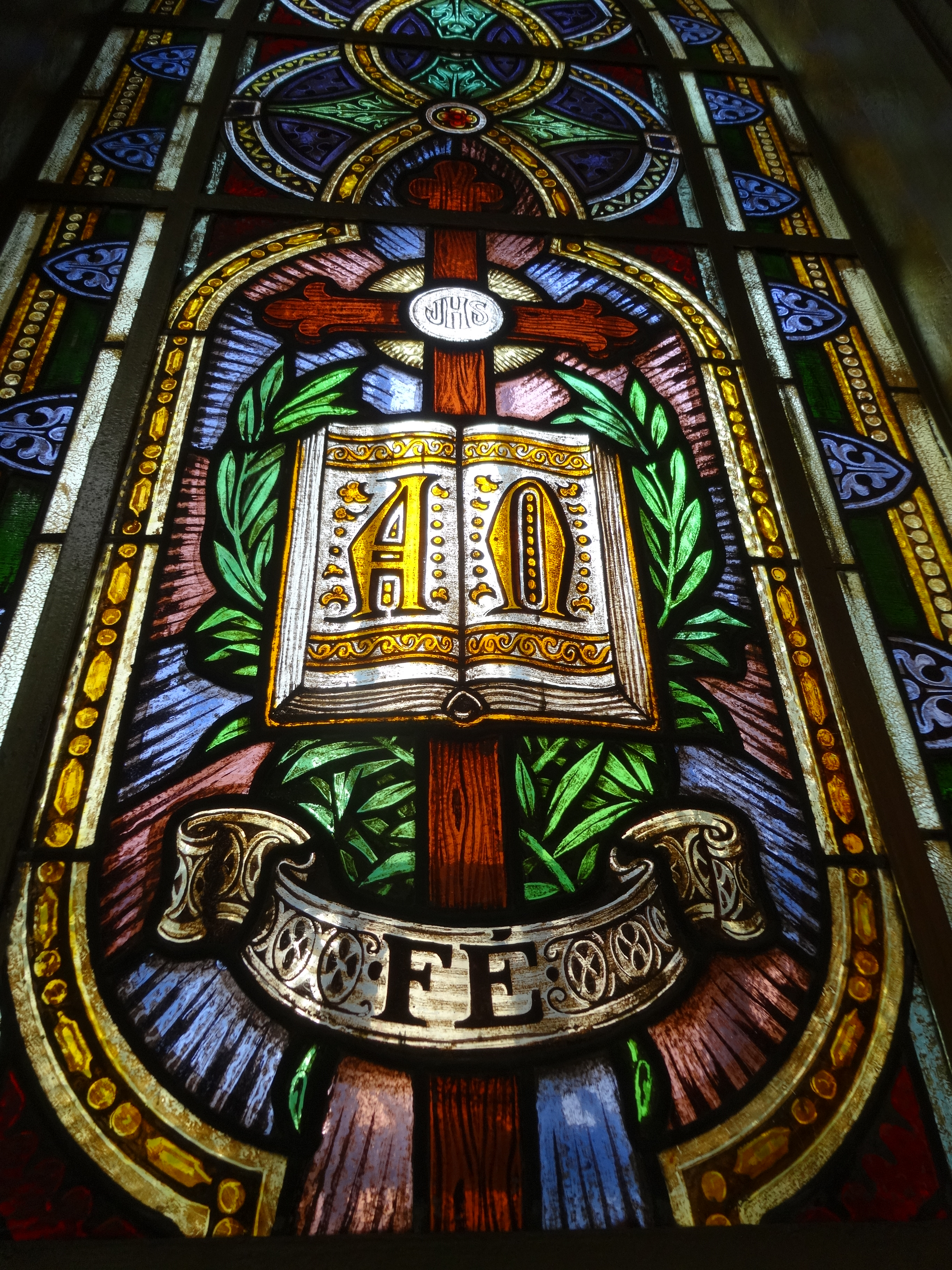
Vitrô localizado no altar da Capela Santa Cruz

Em 1940 foi criada a Paróquia de Nossa Senhora da Salette, na rua Doutor Zuquim, localizada a pouco menos de um quilômetro da Capela Santa Cruz. Depois de ter sido desmembrada da Paróquia de Santana, a igreja teve o padre Fidelis Willi como seu primeiro pároco. Com a Paróquia Nossa Senhora da Salette sendo a nova matriz, o Santíssimo Sacramento foi transportado solenemente da capela para a nova Paróquia em 1943, por ocasião das festividades de celebração da Páscoa.
Durante a Segunda Guerra Mundial, a capela se manteve aberta por obra de duas benfeitoras: dona Ruthe Baruel e a dona Vera Ferreti.
Foi só em janeiro de 1954 que a Mitra Arquidiocesana obteve o Registro de Escritura (usucapião) do terreno e da edificação da Capela Santa Cruz.
O processo de reconstrução da capela foi comandado pela Irmã Laura Vasconcelos, entre 1981 e 1985, depois de fundar o Movimento de Valorização Humana. Ela nomeou uma equipe de casais para tocar as obras, assim como para administrar a capela.
Na década de 2000, o Padre Bolivar e o Padre Ildefonso consolidaram o Conselho Pastoral e Administrativo, o que possibilitou a implantação de várias ações. Por meio da ação de pastorais, entre elas a oferta do dízimo, a capela proporcionou a auto-suficiência de recursos financeiros e humanos para a realização de melhorias, como a restauração geral do altar-mor, dos vitrais e vitrôs das imagens sacras, implantação de secretaria, de informática, de câmeras de segurança, de holofotes, luz de emergência, sonorização e piso em granito natural.

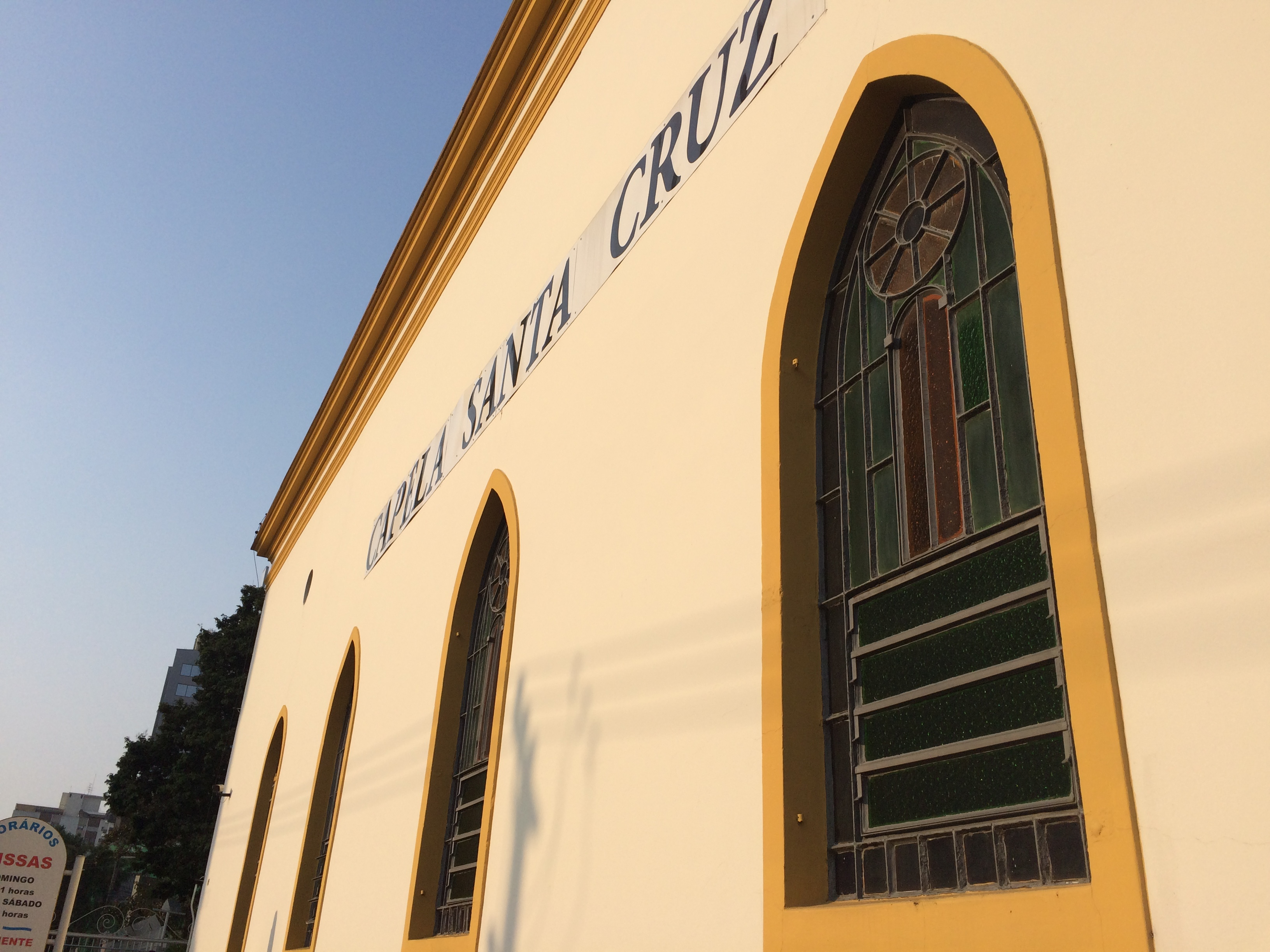
Fachada lateral da Capela Santa Cruz

### O Alto de Santana
Santana é o núcleo de povoamento mais antigo da zona norte de São Paulo. Como outros bairros, Santana nasceu de núcleos de catequese que os jesuítas instalavam de forma sistemática por todo o planalto paulista. A fazenda de Santana foi uma doação que os jesuítas receberam em 1673 dos herdeiros de dona Inês Monteiro, conhecida como "A Matrona". Um dos primeiros moradores da região foi o português Pero Dias, casado com Maria do Grã, uma das filhas do cacique Tibiriçá.
No final do século XVII, a Câmara ordenou a construção de um grande aterro, de cerca de três quilômetros, que iniciava nas proximidades do Convento da Luz e terminava no bairro de Santana, para dar acesso à cidade pela várzea inundável do rio Tietê. A região passou a exigir cuidados contínuos por causa das boiadas que arruinavam as pontes e os caminhos, mas que foram decisivas para o progresso da zona de Santana. O aterro é hoje o começo da rua Voluntários da Pátria.

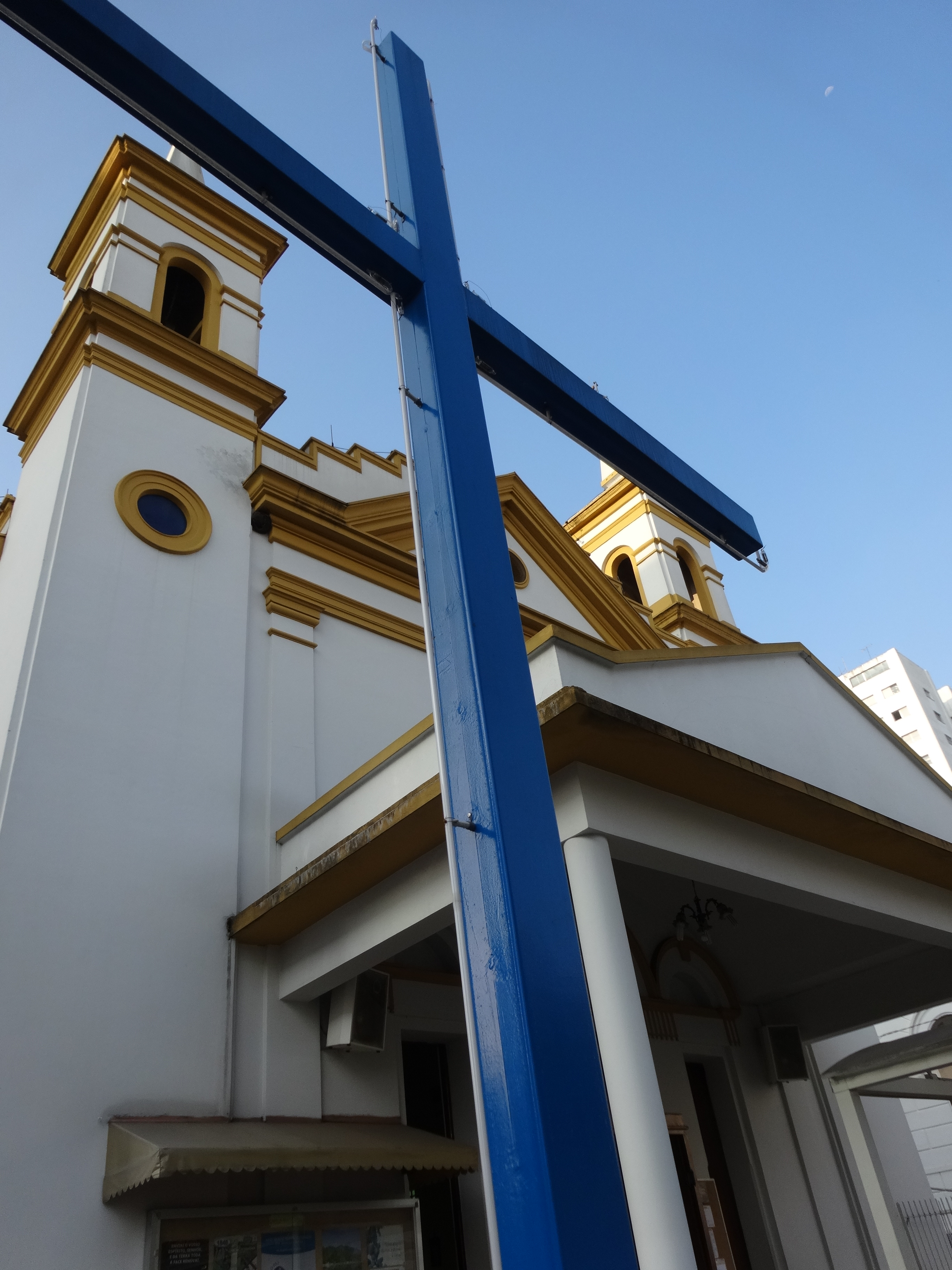
Detalhe da fachada da Capela Santa Cruz

A rua Voluntários da Pátria é a mais importante artéria de Santana. Conjugada com a Avenida Tiradentes, do lado da Luz, liga a cidade de São Paulo à Cantareira. Por ser a artéria de maior circulação, na primeira década do século, a via abrigava o Cartório de Paz, as quatro escolas primárias estaduais, a Igreja Santa Cruz e o Colégio Santana, e as poucas casas comerciais do bairro - lojas de ferragens e utensílios de cozinha, ferreiros, armazéns de secos e molhados.
O edifício do Colégio Santana foi construído junto ao terreno onde se construíra a pequena igreja feita à Santa Cruz. Por muito tempo a Capela Santa Cruz e o Colégio de Santana foram pontos de referência em documentos oficiais da Câmara Municipal, ao se referir, por exemplo, às questões de alinhamento de terrenos ou de abertura de caminhos da zona norte. A Capela Santa Cruz é indicada como ponto de origem do "populoso bairro de Santana" em vários livros sobre a história da cidade de São Paulo.

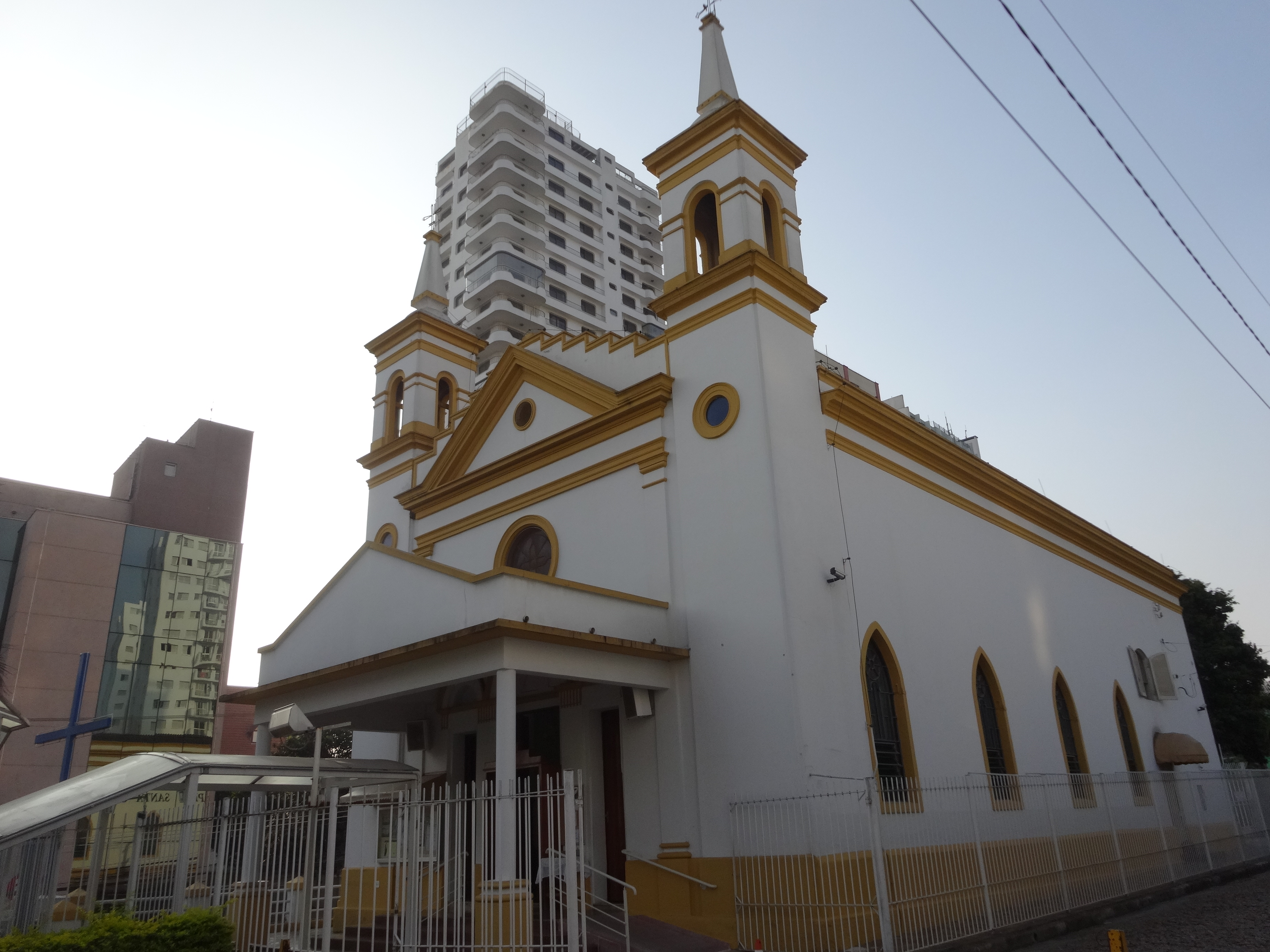
Detalhe da fachada da Capela Santa Cruz, com edifícios característicos da época ao fundo

Mas, ao contrário do que poderia se imaginar, não foi em torno do Colégio Santana e da Capela que se desenvolveu o núcleo central do bairro. Por causa de dois fatores - localização em terreno acidentado e a mudança do trajeto da estrada de rodagem Atibaia-Bragança-Sul de Minas -, o centro populoso do bairro saiu dali. Esse centro irá se desenvolver colina abaixo, onde o Padre João Batista Gomes começará a construção da nova matriz.
Desse modo, Santana de hoje é o antigo núcleo que floresceu em torno da capela construída nas terras doadas aos jesuítas, e que se expandirá, posteriormente, além dos lotes da Colônia ali instalada, primeiro em torno do Colégio Santana e da Capela Santa Cruz, depois junto à nova matriz.

## Quem Fez História

### Padre Landell de Moura

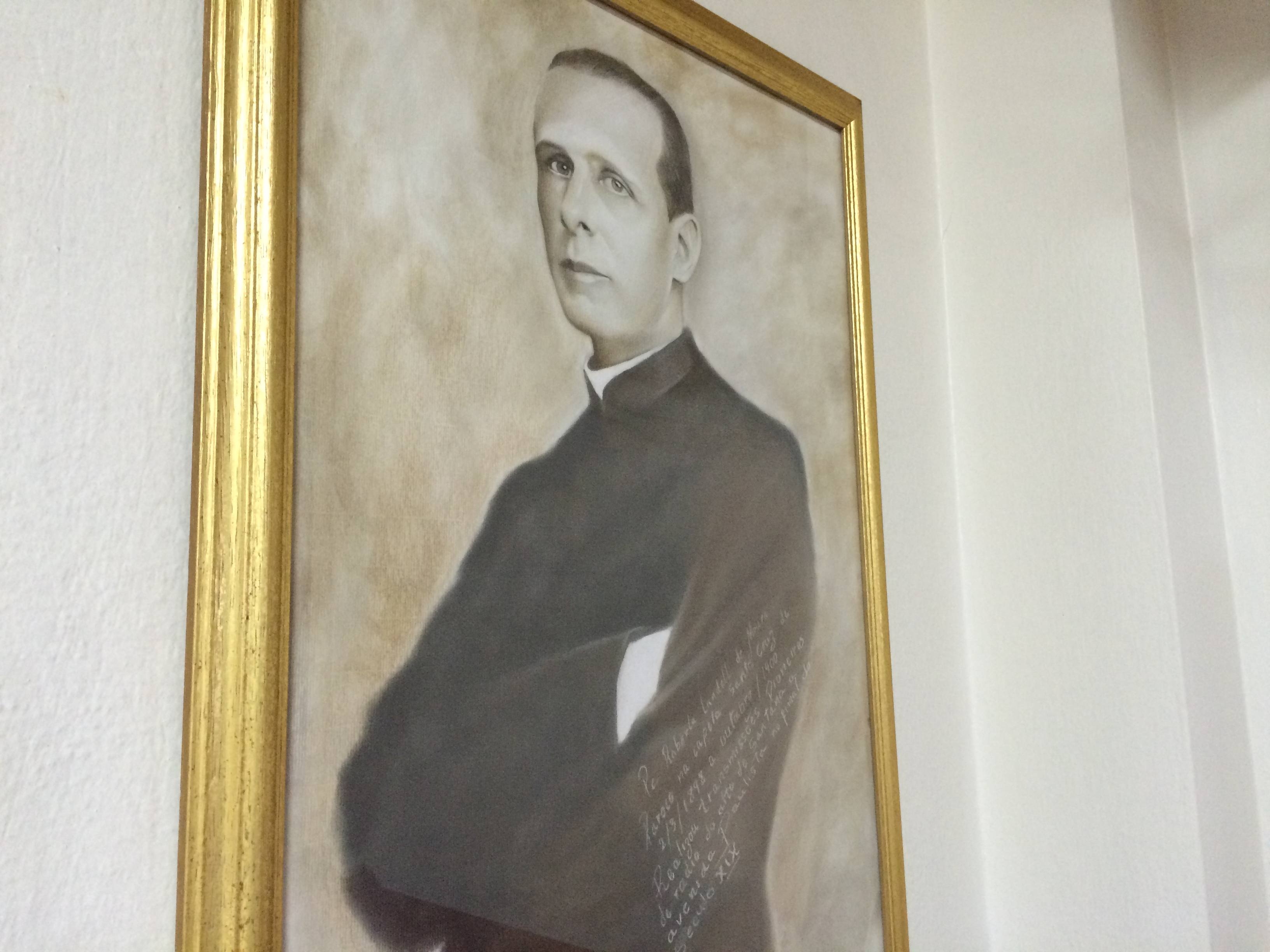
Ilustração do Padre Landell de Moura, localizada na Capela Santa Cruz

O Padre Roberto Landell de Moura nasceu em Porto Alegre, capital do Rio Grande do Sul, no dia 21 de janeiro de 1861. Realizou seus primeiros estudos ainda no sul, no Colégio dos Jesuítas de São Leopoldo, onde concluiu o curso de Humanidades. Em 1879, transferiu-se para o Rio de Janeiro, onde, na Escola Politécnica do Distrito Federal, iniciou seus estudos na área científica. No mesmo ano seguiu para Roma, Itália. Na Europa, desenvolveu estudos religiosos no Colégio Pio Americano, e na área de Ciências Químicas e Físicas na Universidade Gregoriana de Roma.
Foi em Campinas, interior de São Paulo, que o Padre Landell de Moura, utilizando uma válvula amplificadora de sua invenção e fabricação, com três eletrodos, transmitiu e recebeu a palavra humana através do espaço. Pároco da Capela Santa Cruz entre os anos de 1898 e 1900, ele repetiu sua experiência em 1894, na Capital de São Paulo. A demonstração feita do alto da Avenida Paulista para o Alto de Santana, ao lado da capela, onde ficava o antigo Colégio das Irmãs de São José (atual Colégio Santana), numa distância aproximada de oito quilômetros em linha reta.

### Irmã Laura Vasconcellos
A Irmã Laura Etelvina Ribeiro de Azevedo Vasconcellos nasceu em 1911, na cidade de Espírito Santo do Pinhal (SP), e foi a responsável por criar o Movimento de Valorização Humana. Ela faleceu em 1992.

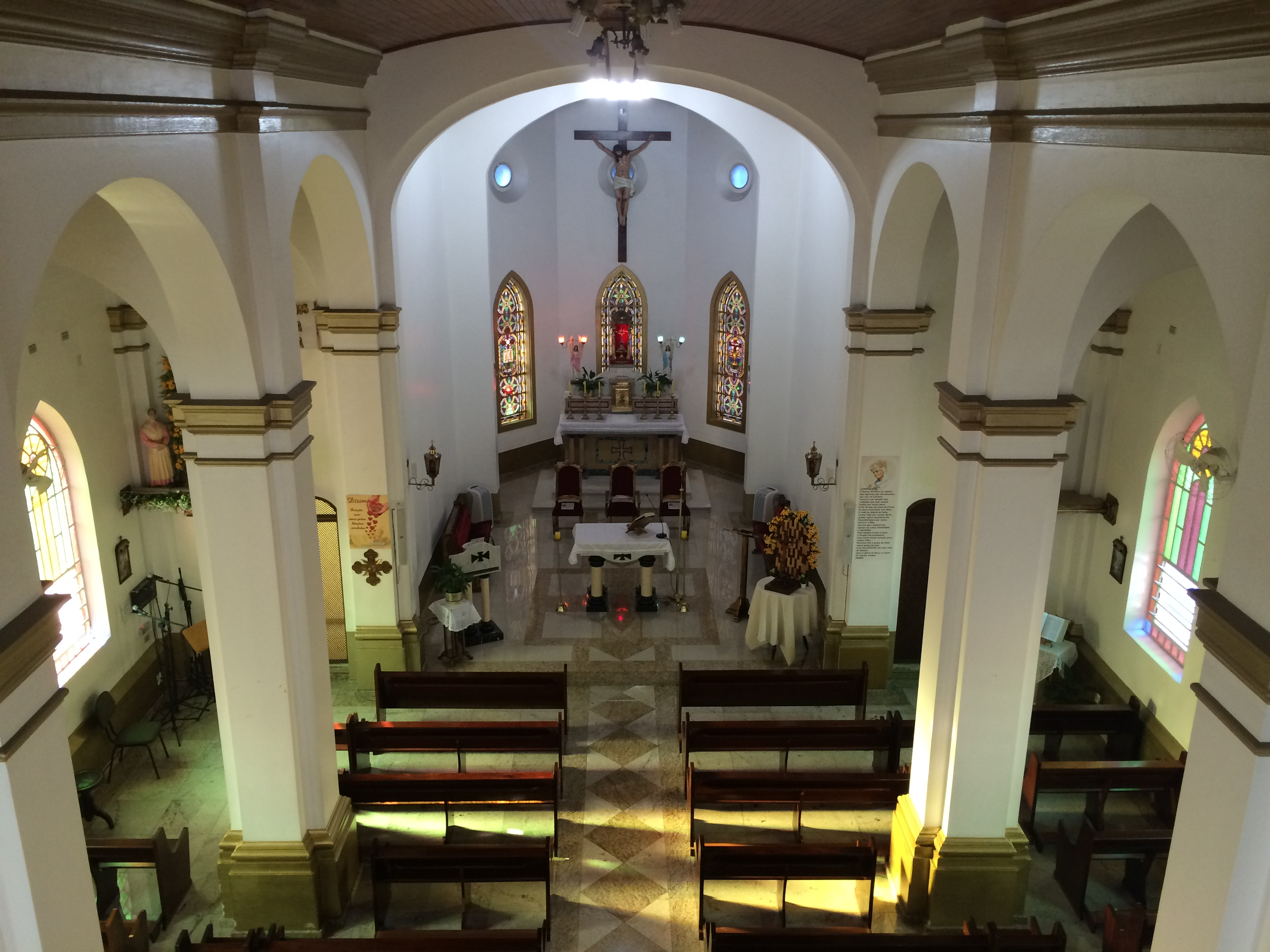
Vista superior do interior da Capela Santa Cruz

O Movimento de Valorização Humana começou a ser rascunhado em 1965, quando a Irmã Laura Vasconcellos, religiosa da Congregação das Irmãs de São José de Chambery, chegou à Igreja Nossa Senhora da Salette para aulas de catequese. Voltando às suas bases junto ao Colégio Santana e com a permissão do então Bispo Auxiliar para a Zona Norte, Dom Joel Ivo Cataplan, ela foi oficialmente fundadora do Movimento de Valorização Humana. Portanto, apesar de ter iniciado o seu trabalho evangélico por volta de 1965, Irmã Laura somente o oficializou com o nome de “Movimento de Valorização Humana” em 1975.
"Visando o ser humano em todas as suas dimensões, acolhendo pessoas de todas as raças, credos e estado de vida, o Movimento de Valorização Humana desenvolve um trabalho baseado no Evangelho, no qual através do autoconhecimento e tomada de consciência, seu assistido possa viver em paz e harmonia." Trata-se de um trabalho de cunho espiritual realizado com a ajuda voluntária de pessoas que abracem essa causa.
O Movimento de Valorização Humana logo se viu impelido a comprar uma sede própria para abrigar um número cada vez maior de pessoas que o procurava. Com o dinheiro arrecadado por meio de contribuição de vários casais, a sede do Movimento foi comprada e se instalou no Largo de Santana, número 124, no Alto de Santana (ao lado do Colégio Santana), endereço ocupado até hoje.
Em 1981, a Irmã e alguns membros do Movimento promoveram uma reforma geral na Capela Santa Cruz, que estava abandonada desde a década de 1960. O objetivo era que o local servisse de base espiritual para os participantes desse trabalho voluntário. Essa ação deixou a capela com o aspecto que está até hoje, abrigando não só o Movimento de Valorização Humana, mas também uma importante comunidade, braço importante do Santuário de Nossa Senhora da Salette.

## Galeria

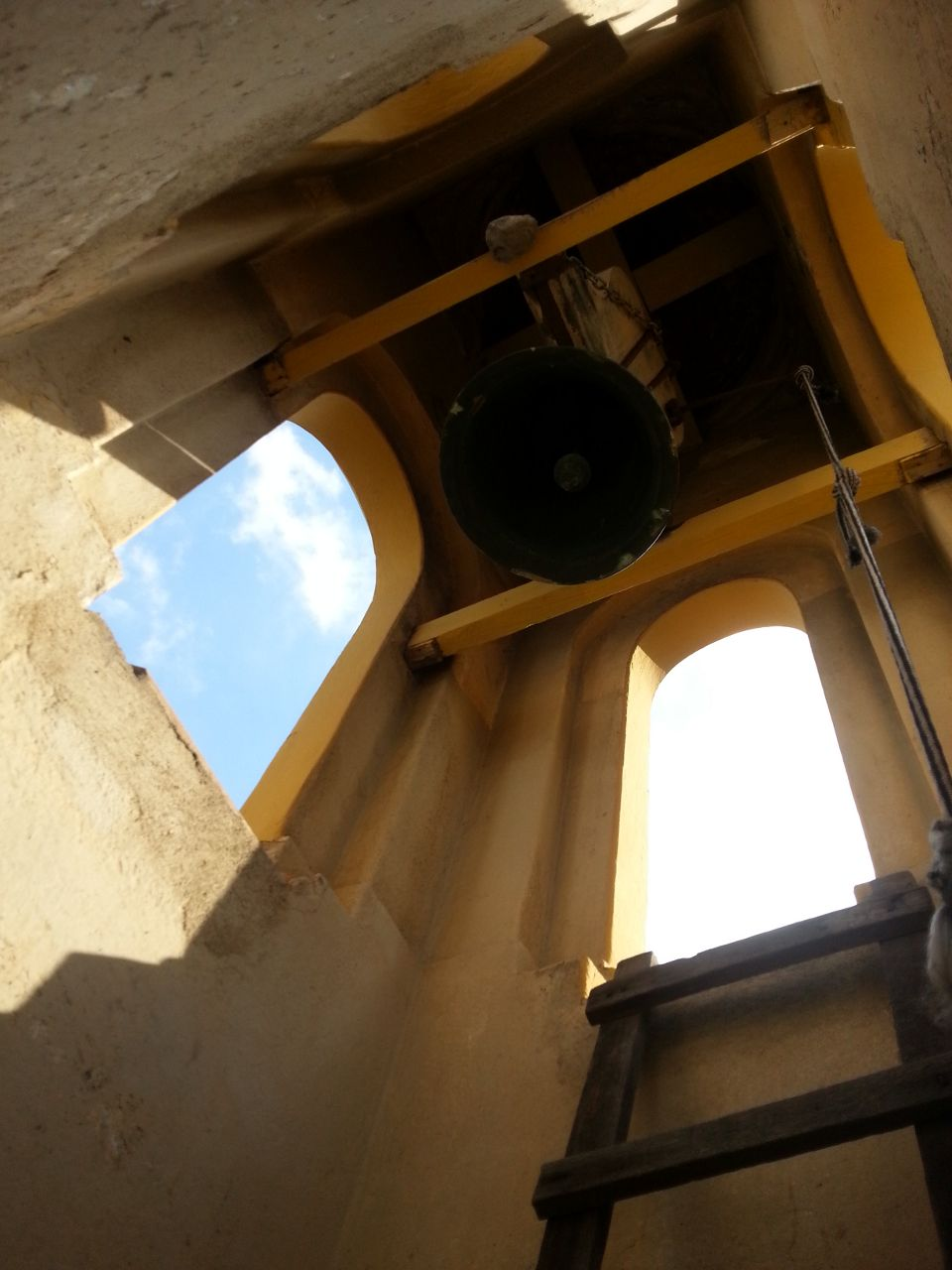
Sino da Capela Santa Cruz
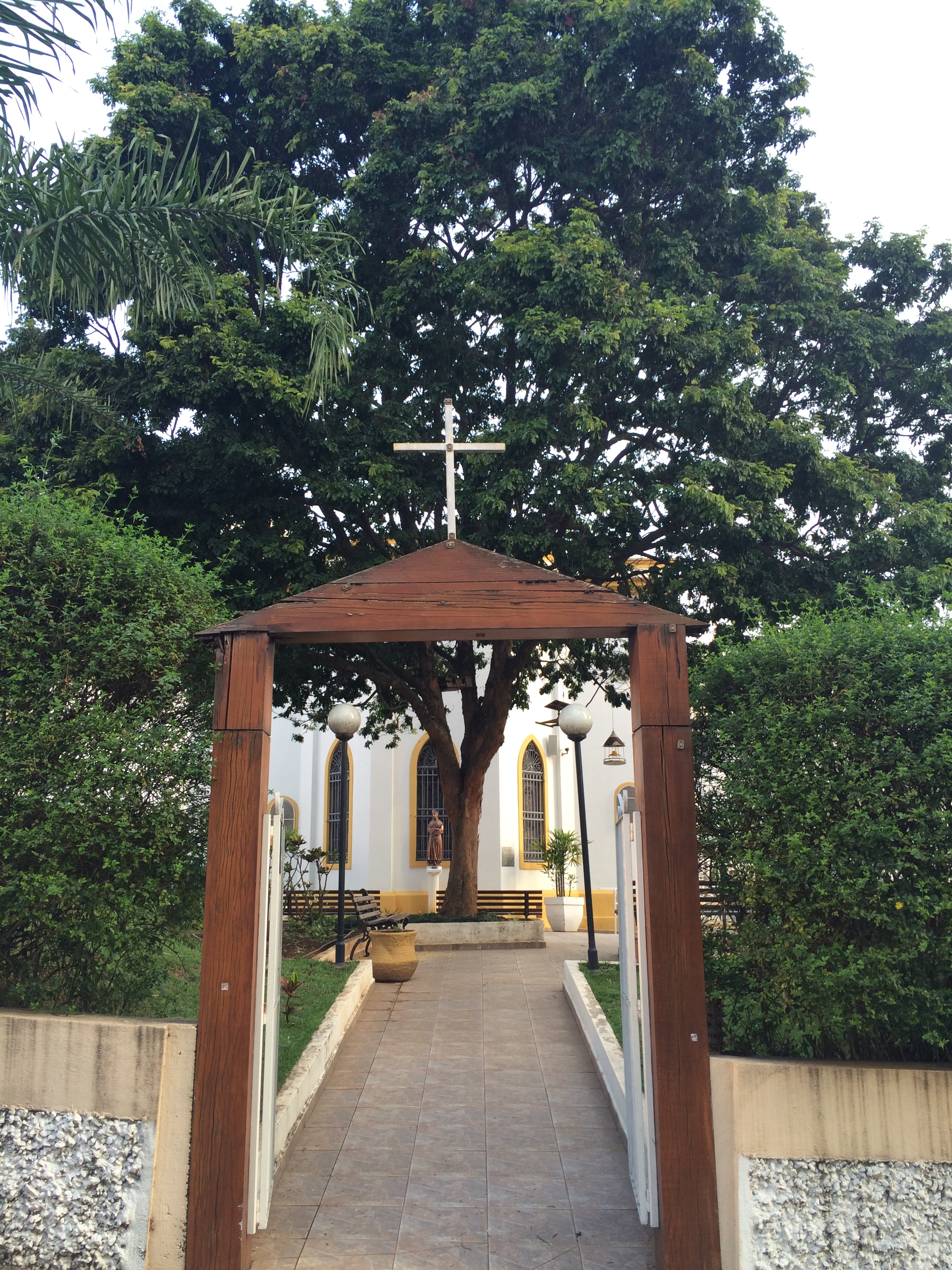
Entrada do jardim externo da Capela Santa Cruz
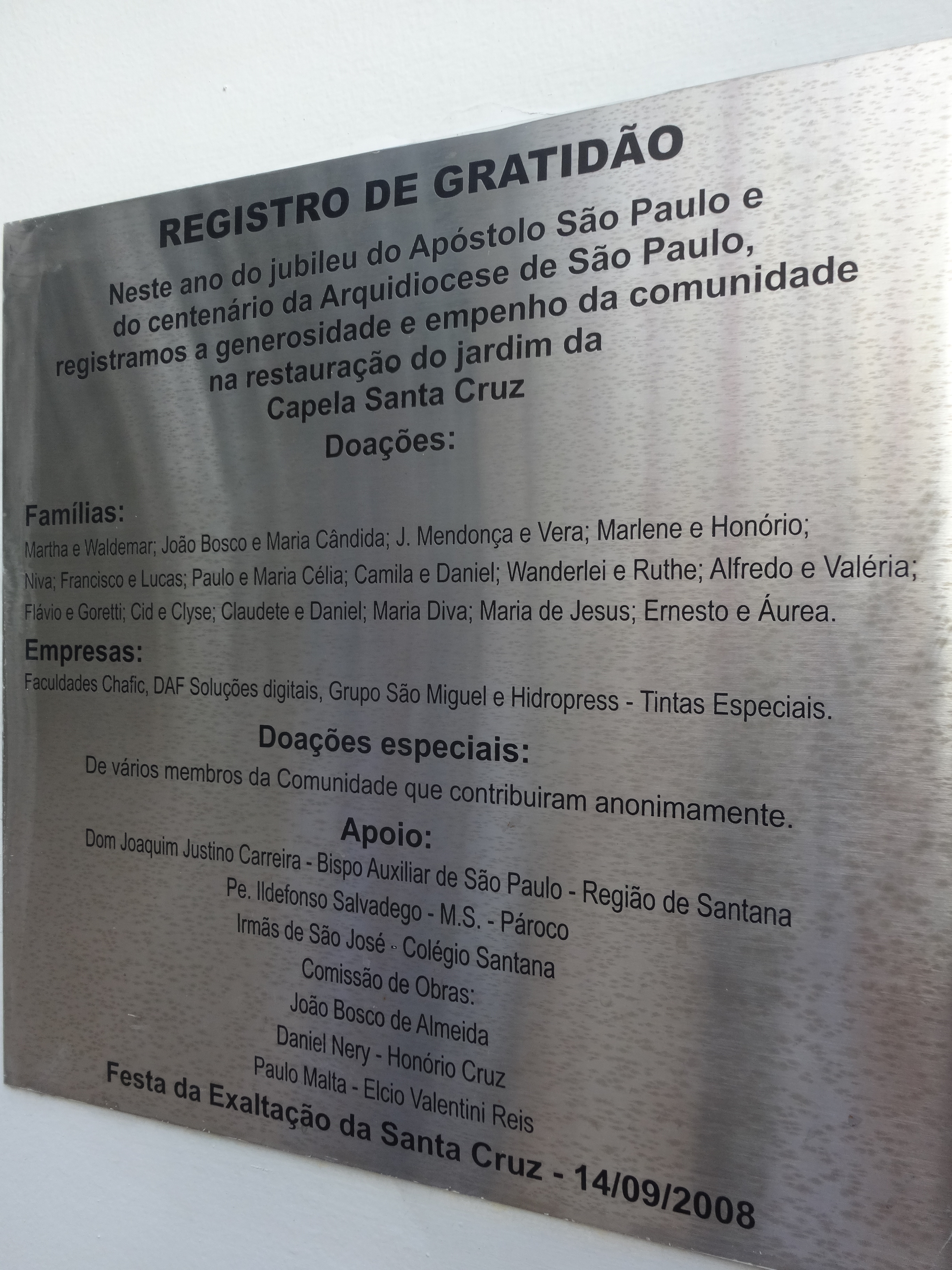
Placa de registro de gratidão à restauração do jardim da Capela Santa Cruz
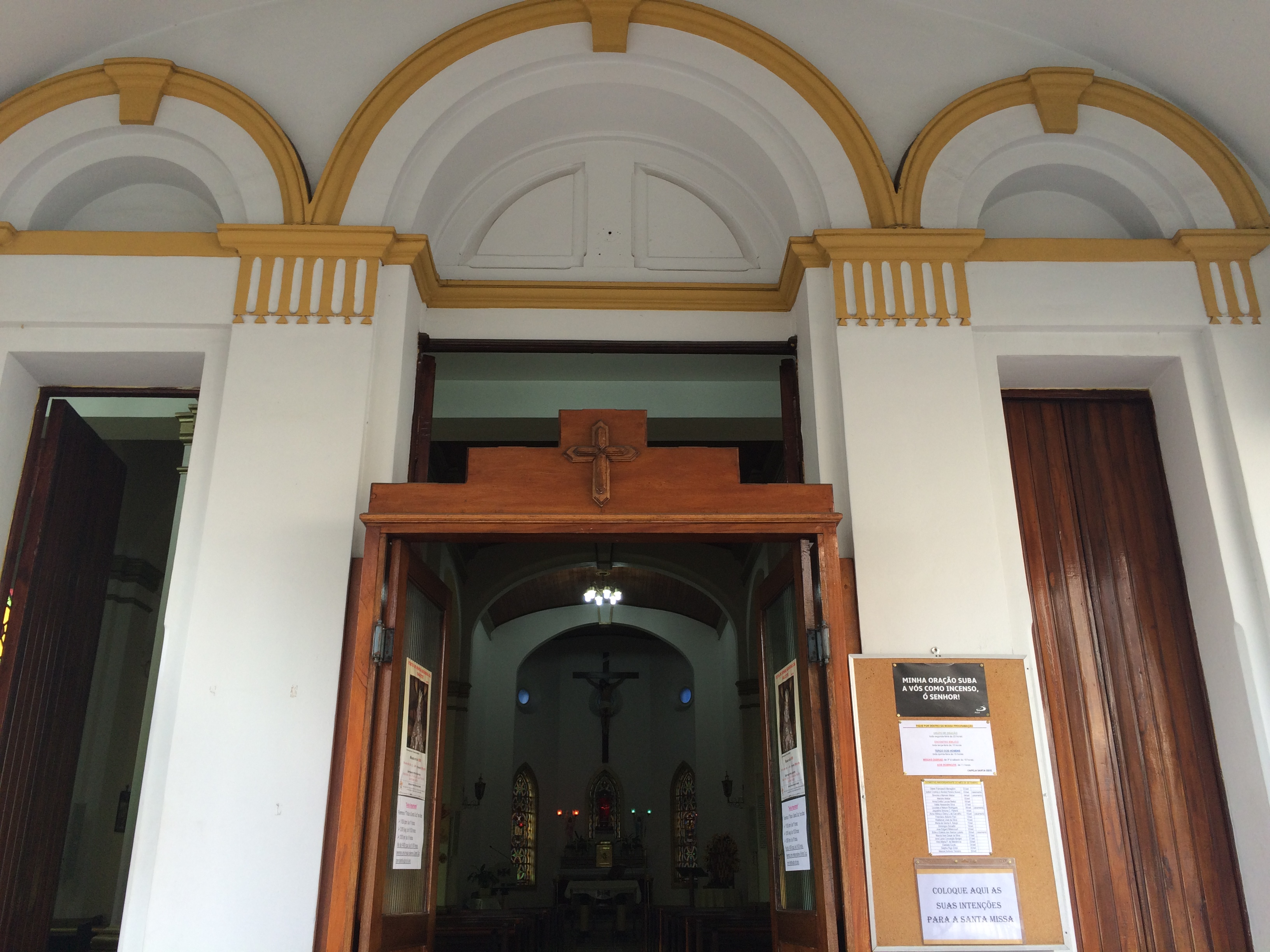
Entrada da Capela Santa Cruz
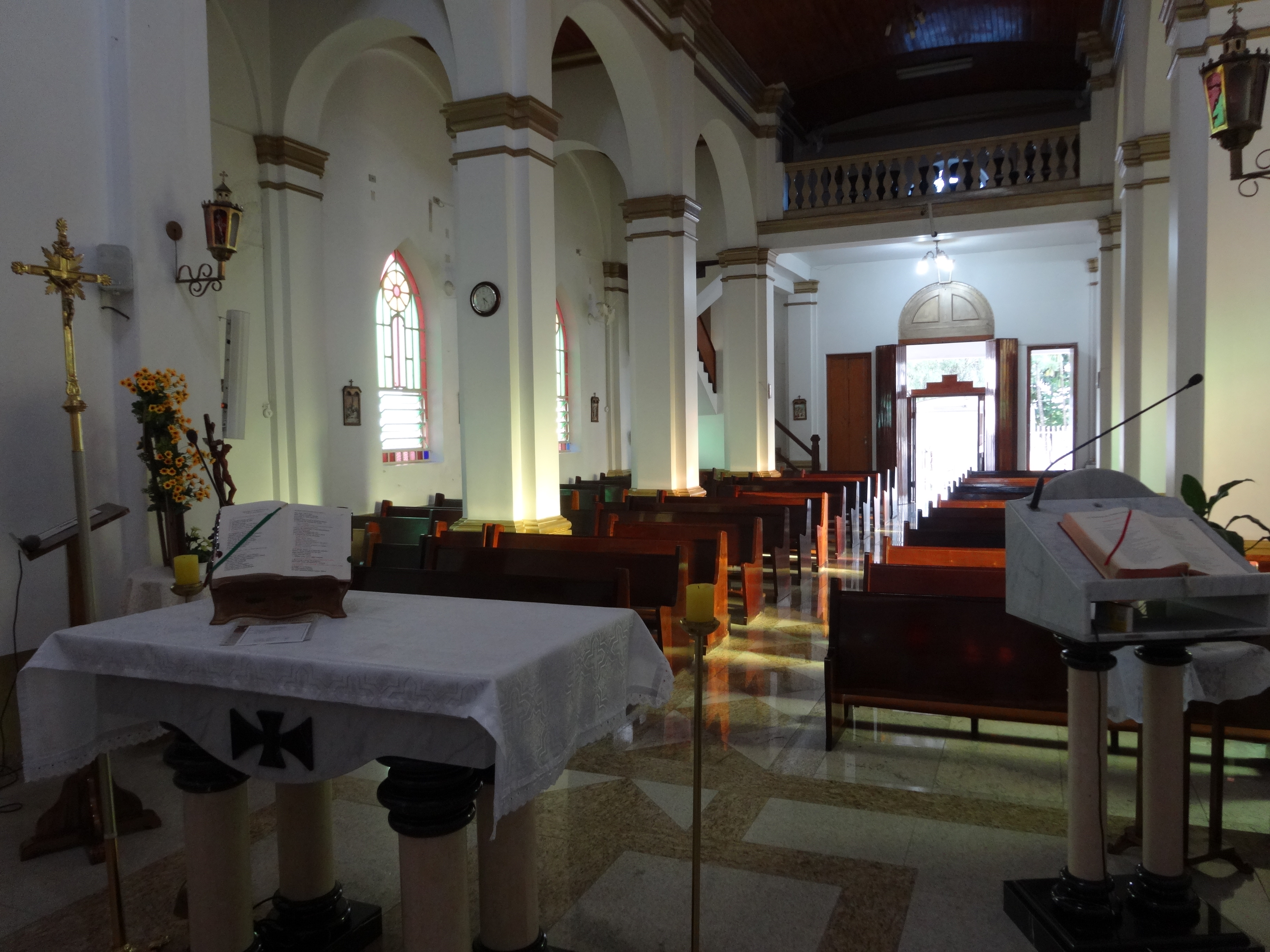
Interior da Capela Santa Cruz
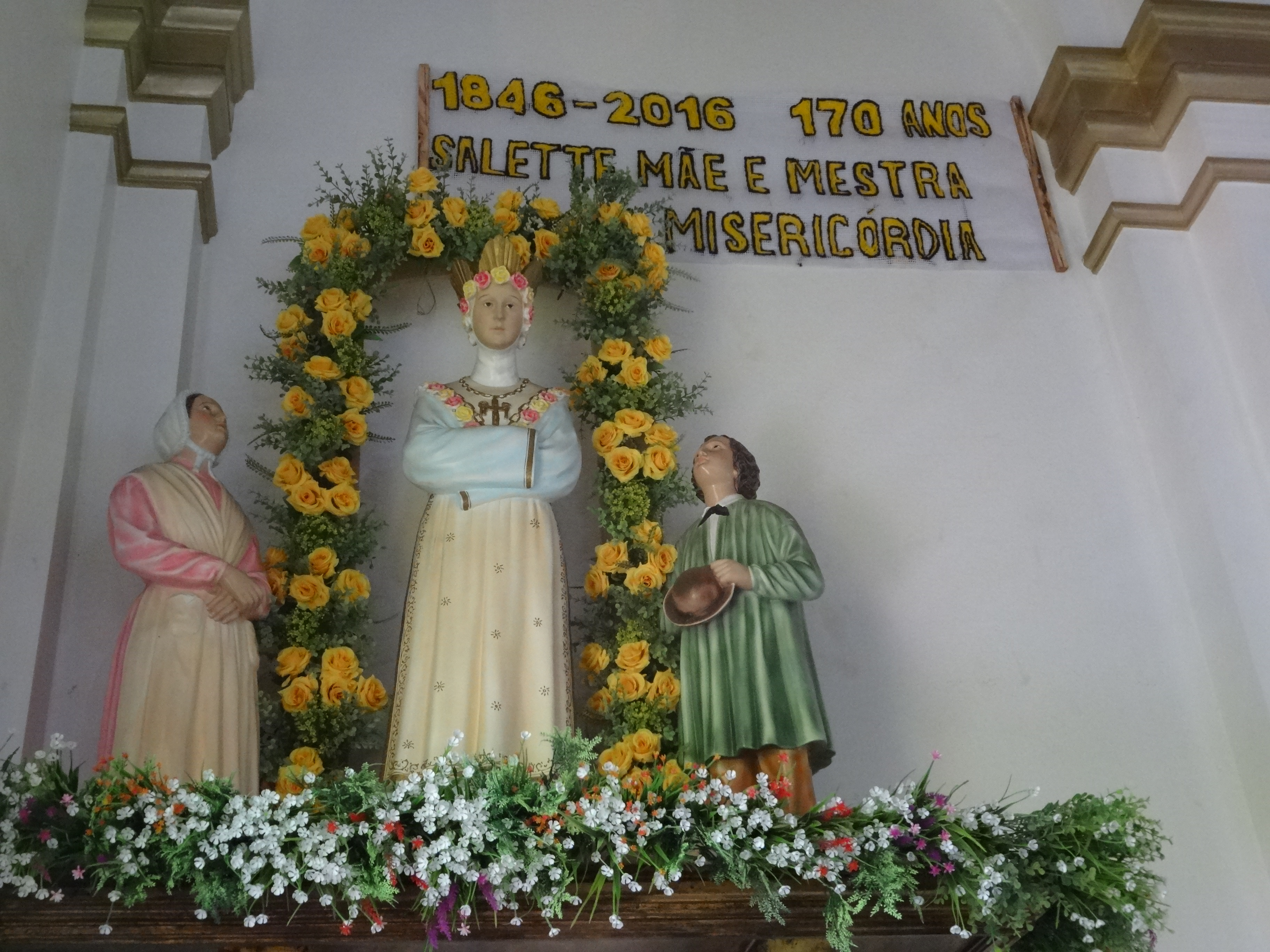
Imagem de Nossa Senhora da Salette no interior da Capela Santa Cruz
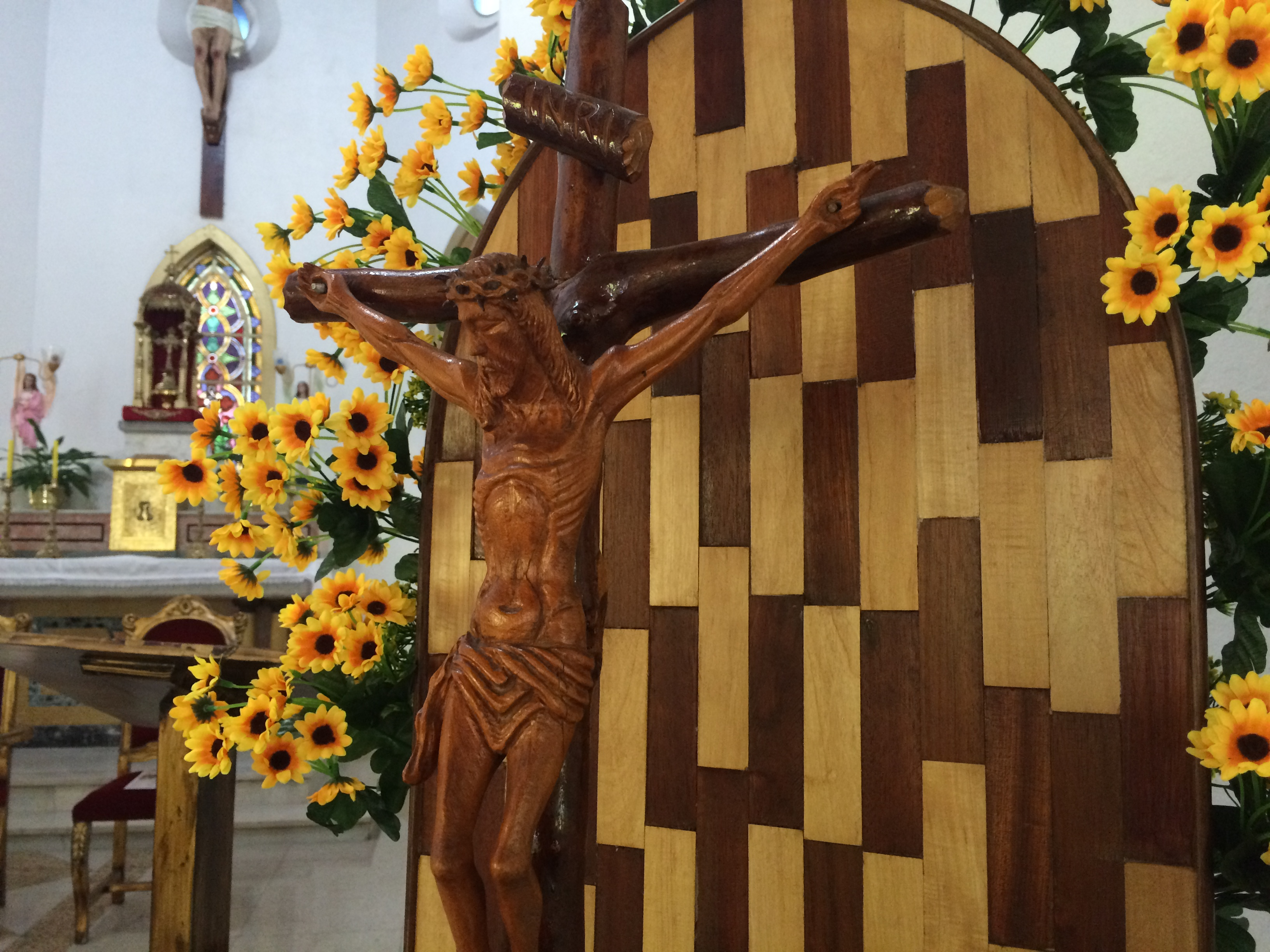
Imagem de Jesus no interior da Capela Santa Cruz
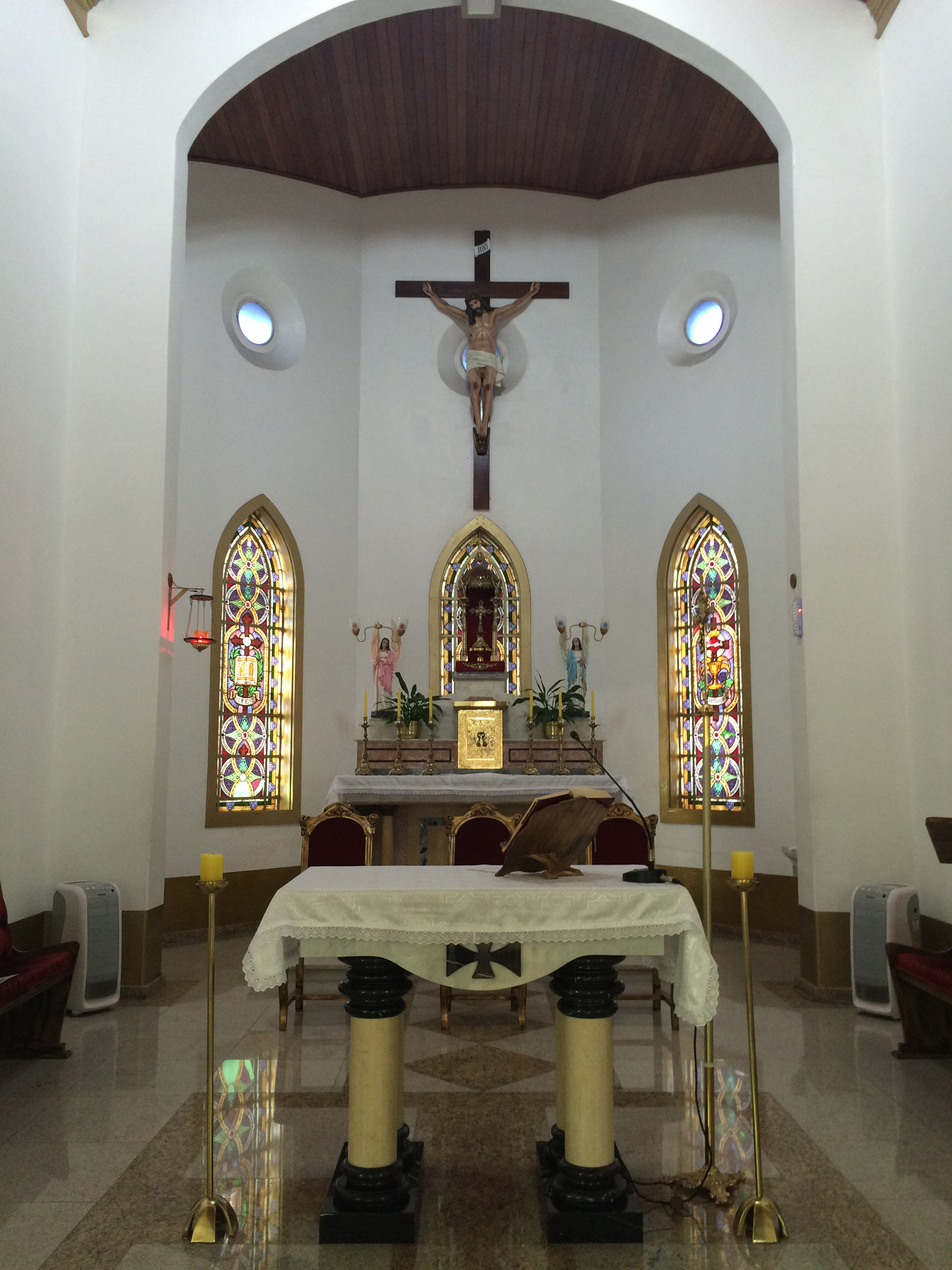
Altar da Capela Santa Cruz
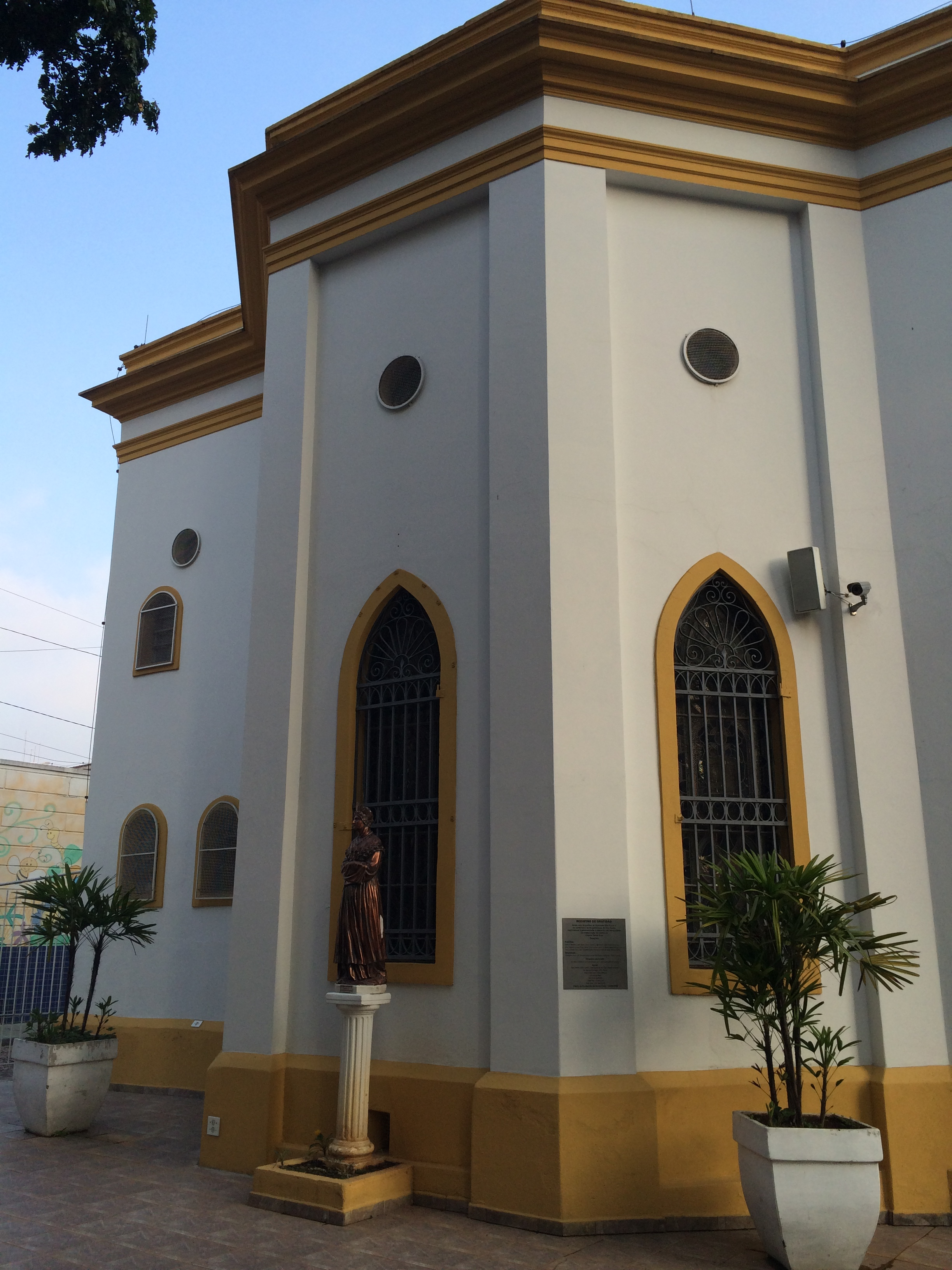
Fundos da Capela Santa Cruz